# 浜寺公園
浜寺公園（はまでらこうえん）は、大阪府堺市西区および高石市の沿岸部に広がる大阪府営の都市公園。約5,500本の松林で知られる。この界隈は有名な別荘地（「別荘 (#有名な別荘及び別荘地)」参照）として知られる。

## 概要

### 前史
堺南之橋から紀州街道を南へ約2 km、石津川に架かる太陽橋を渡ると沿岸部に松林が広がっていた。古来白砂青松で知られた和泉海岸のなかでも特に名高い高師浜の近傍に現在も残るこの松林は、18世紀初頭の宝永年間に和泉国大鳥郡船尾村・西下村・東下村・山内下村・今在家村の5ヶ村の住民らが、防潮のために植えたものが原型となっている。
これら5ヶ村は1747年（延享4年）から田安家領となり、1868年（明治元年）に田安家がこの松林を伐採して新田開発を計画。以降二転三転の末、1873年（明治6年）に当地を訪れた大久保利通が、約850本にまで減少してしまった姿を嘆いて堺県令の税所篤に働きかけ、伐採停止が通達された。この時に大久保が詠んだ歌「音に聞く 高師の浜の はま松も 世のあだ波は のがれざりけり」は、『小倉百人一首』にある祐子内親王家紀伊の「音に聞く 高師の浜の あだ波は かけじや袖の 濡れもこそすれ」の本歌取りで、園内に『惜松碑』として歌碑が建てられている。

### 開園後
1873年（明治6年）12月に日本最古の公立公園として開園する。
1889年（明治22年）4月の町村制施行の際、船尾村と下村は浜寺村の大字、今在家村は高石村の大字となった。
1905年（明治38年）、浜寺公園の南に隣接する泉北郡高石村大字高石北および高石南の沿岸部（芦田川 - 王子川間）に、日露戦争におけるロシア兵俘虜収容所（約43ヘクタール、28000人収容）が建てられた。浜寺公園では軍艦の模型を作って爆破させるショーや、約500人の剣客を招いての古代戦闘合戦が行われたり、夜間もイルミネーションで飾っていた。園内のユースホステル北側にロシア兵の霊を鎮める銅像と小泉純一郎総理大臣とロシア・プーチン大統領の書名が入った石碑が建っている。なお、この地で亡くなった捕虜は現在の泉大津市営春日町墓地に埋葬されており、現在も89基の墓石が並ぶ「ロシア兵墓地」として保存されている。
同年には園内の海浜に南海鉄道（南海）が浜寺海水浴場を開設したが、初年の地味な海水浴場は集客に失敗した。そこで南海は大阪毎日新聞社（大毎）社長の本山彦一（南海の取締役でもあった）に海水浴場経営の協力を求め、南海・大毎の提携関係が結ばれた。翌1906年（明治39年）以降、浜寺海水浴場は次第に海浜リゾートという特色を有するようになり、同年には浜寺水練学校も開設された。
1908年（明治41年）、園内のテニスコートにおいて大毎主催の関西学生諸学校聯合庭球大会（現・全国高等学校総合体育大会テニス競技大会個人戦）が開催され、1936年（昭和11年）の第29回大会まで浜寺公園コートが会場となった。この大会は海水浴場が開設されている夏に開催され、新中間層に人気のスポーツだったテニスとの組み合わせで、海水浴場に新中間層を誘客する狙いがあったとされている。
公園周辺の泉北郡浜寺町一帯は大正から昭和初期にかけて別荘地となり、とりわけ夏期の海水浴場は大変な賑わいを見せた。阪堺線の駅前と言うこともあり、旧堺港南側の大浜公園および大浜海水浴場と並んで一大レジャースポットであった。かつて園内には数件の料亭が営まれており、堺市出身の与謝野晶子が与謝野鉄幹と親しくなった歌会も行なわれ、現在は晶子の歌碑が存在する。
1909年(明治42年)、満韓旅行からの帰途にあった夏目漱石が園内の料亭を訪問する。
1945年（昭和20年）から1958年（昭和33年）までアメリカ軍に接収され、解除後わずか3年で泉北臨海工業地帯の埋立造成が始まった。海水浴場は姿を消したが、浜寺公園の松林の保存などを目的に浜寺水路が建設され、辛うじて往時を偲ぶことができる。
園内は様々な樹木が育てられており、春には桜の花見客で溢れる。大阪みどりの百選に選定されている。また特に有名な松林は、日本の名松100選に選定されており、大規模な松林を守るため、至る所に防火設備が見受けられている。現在では使用されていない1908年（明治41年）に製造されたアメリカ製の消火栓が公園中央を南北に貫くメインストリート沿いに残っている。
園内の指定地域では直火は使用できないが火気の取り扱いが許可されており、バーベキューをしているグループが見受けられる。
繁忙期には園内に売店が開かれ、端午の節句には阪堺線浜寺駅前駅側入場口を中心に多数のこいのぼりが設置される。海水浴場は姿を消したが、1963年（昭和38年）に浜寺公園プールが開設され、夏には海水浴場時代から変わらず毎日新聞社主催の浜寺水練学校が開講される。浜寺水練学校では日本の古式泳法の研究、実践、伝承が行われており、また、日本におけるアーティスティックスイミングの発祥の地でもある。
サッカーJリーグセレッソ大阪の下部組織がユースホステル隣接のグラウンドでサッカースクールを開催している。
2003年および2004年の7月31日には、通常大浜公園で毎年行われる堺大魚夜市が一時的に場所を変えて開催された。
2018年9月4日の台風21号により、公園内の松や桜の木に折れる、根こそぎ倒れる等の被害が出た。
また、子供汽車の交通遊園前駅ホーム上屋が全壊したため子供汽車と交通遊園が休業していたが、2018年10月7日に営業を再開した。

### 沿革
- 1873年（明治6年）12月 - 公園に指定される。
- 1932年（昭和7年） - 財団法人富民協会により園内に農業博物館が竣工し開館する。
- 1947年（昭和22年）4月22日 - 農業博物館建物を転用して、高石町立中学校（現・高石市立高石中学校）が開校する。

## 主な施設
公園の区域は、浜寺水路を挟んだ両岸の南北にわたっている。なお、主たる部分は東岸にある一方、西岸（以下には※印を表記）は阪神高速4号湾岸線との間に挟まれた細長い区画となっている。
施設やサービスによっては、それぞれ有料となっているものがある。
- レストハウス
- ばら庭園・中央花壇
- プール
  - 毎年7月1日～8月31日頃開園。変形プール、25 mプール、50 mプール、ジャイアントスライダーなど多彩なプールとアトラクションがある。50mプールは水深が非常に深く危険なため高校生以下の使用を禁止している。またジャイアントスライダーは有料アトラクションである。
- 交通遊園 : 子供汽車・ゴーカート・バッテリーカーを利用に供している。
  - 子供汽車は軽便鉄道に準じた軌間762 mm、全長1180 mの本格的なもので、ディーゼル機関車（外観は蒸気機関車を模している）の浪花号と客車3両（1982年アルナ工機製）が交通遊園駅〜花壇広場前駅で運行している。浪花号の前は電車を模した同じアルナ工機1966年製のもず号が走っており園内で静態保存されている。
  - 保存鉄道車両
    - 国鉄D51形蒸気機関車 D51 469
    - 阪堺電気軌道121形電車 モ130

  - 2020年10月より遊園入り口付近に南海50000系電車（特急ラピート）の実物大モックアップが展示されている。これは、同年3月に閉園したみさき公園から移設されたもの[8]。

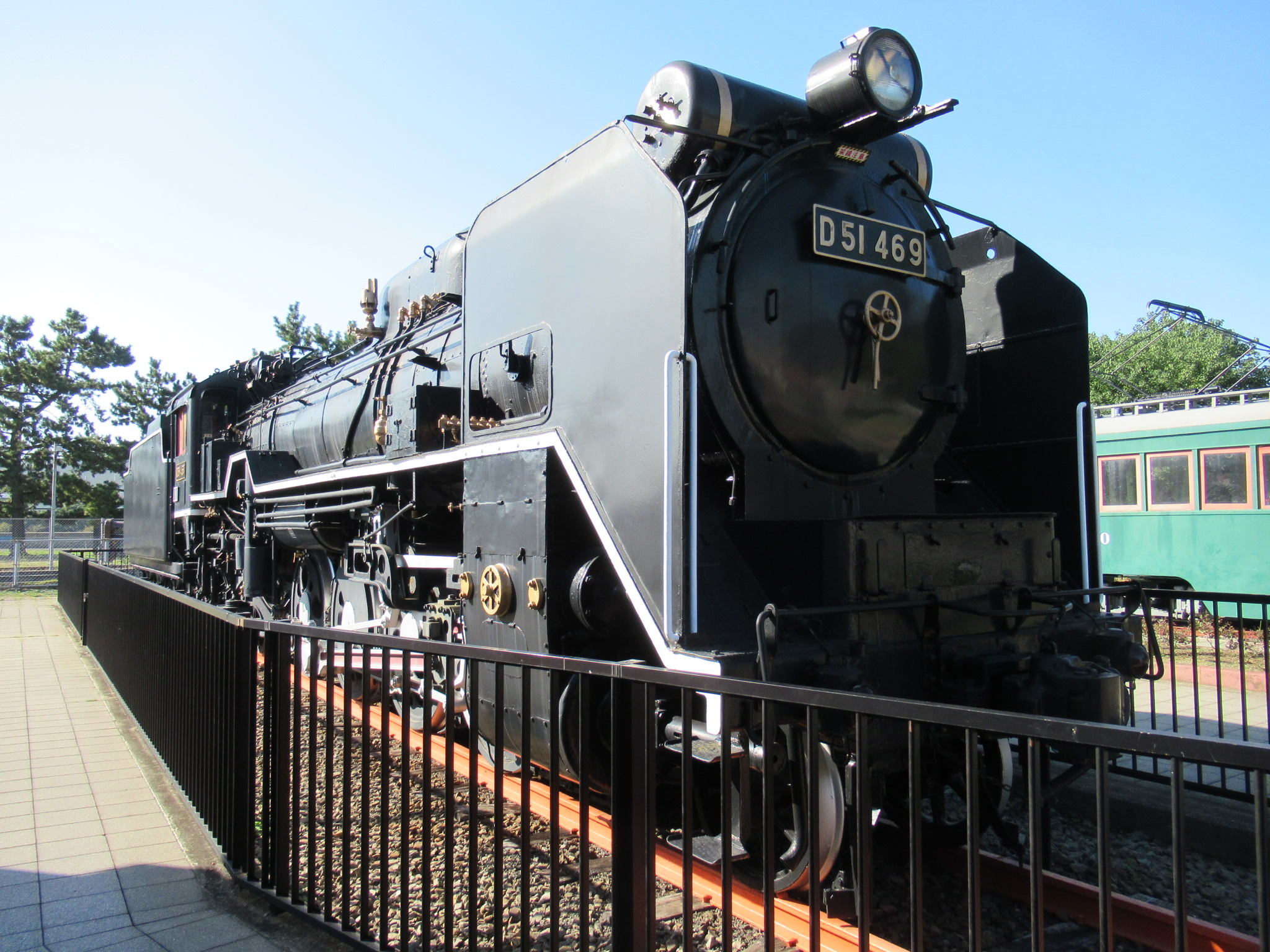
D51 469
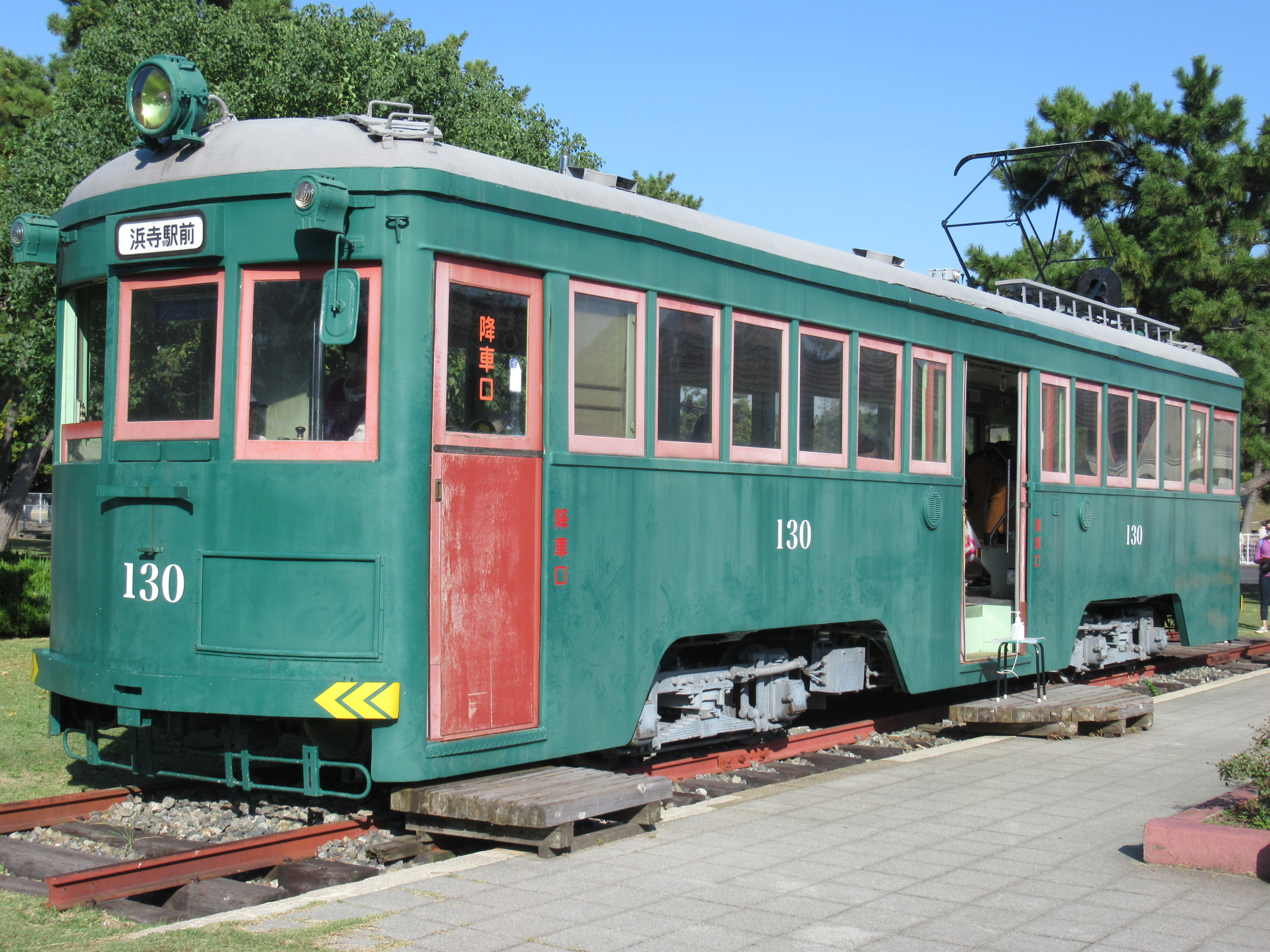
阪堺電車130
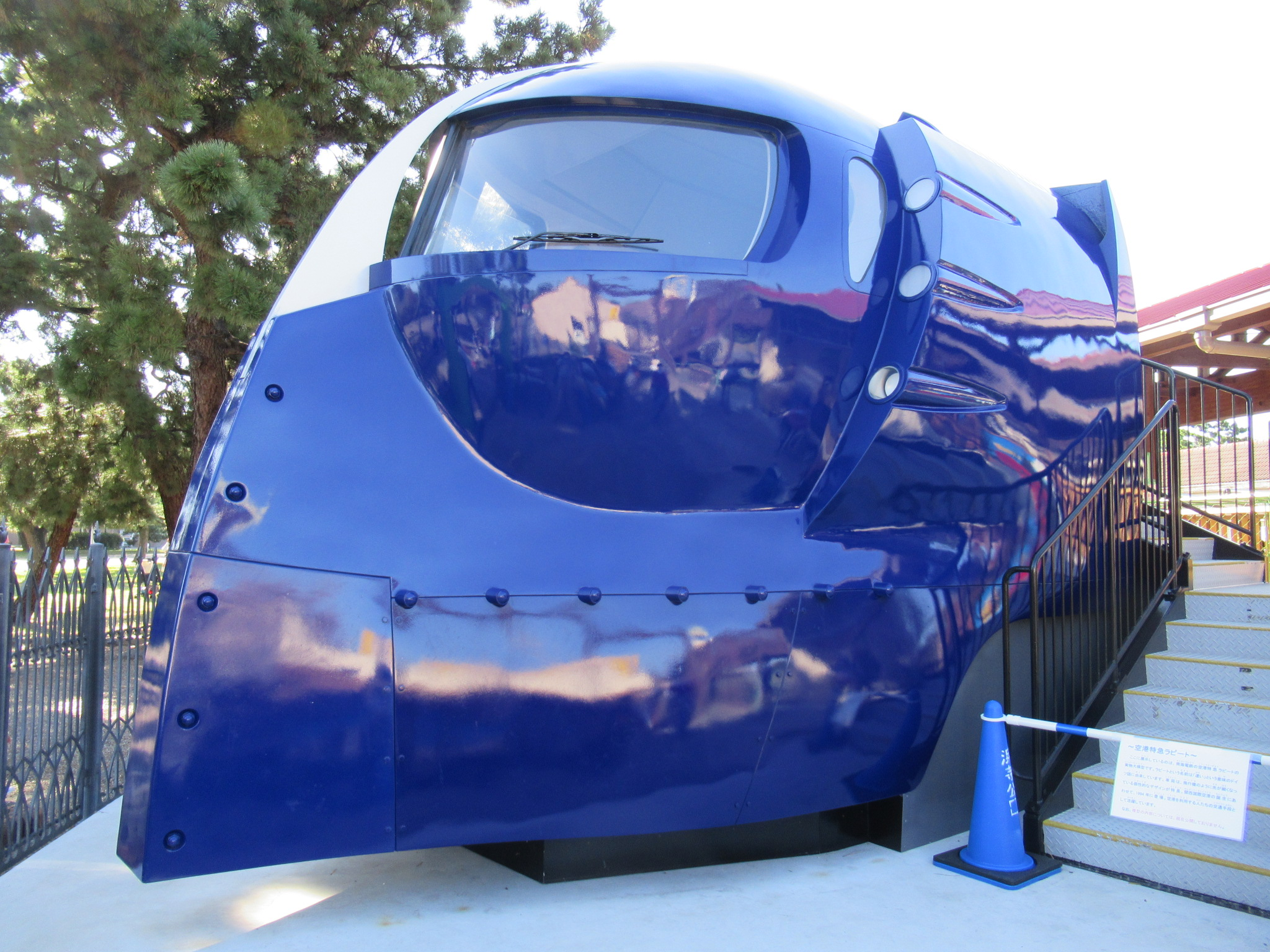
ラピートのモックアップ

- スポーツ施設
  - テニスコート（20面）
    - 北テニスコート - アンツーカー4面、砂入り人工芝4面
    - 南テニスコート - クレー2面、砂入り人工芝2面
    - 泉北臨海緑地テニスコート（※） - 砂入り人工芝8面

  - アーチェリー練習場（※）
  - 軟式野球場（2面）
  - 球技広場（第一球技広場・第二球技広場・ソフトボール広場）
  - 児童遊技場（北児童遊技場・南児童遊技場・中央児童遊技場・高石児童遊技場)

### 隣接する施設
以下の施設は当公園の施設ではないが、公園に隣接または内包して設置されている。
- 大阪国際ユースホステル・大阪府羽衣青少年センター[9]

（公財）大阪ユースホステル協会（以下「YH協会」）が運営するユースホステルおよび研修施設。両者の合築により、前者が宿泊施設・後者が研修施設として利用できる総合施設となっており、同施設では宿泊研修施設として「関西随一」であるとしている。
居住地や年齢・国籍などを問わず利用が可能である。宿泊定員214名。
後者（旧称 「大阪府立羽衣青少年センター」）については、かつては府の直営だったが、2006年4月よりYH協会が指定管理者として運営した後、2011年4月より事業継承し直営となっている。
- 大阪府立漕艇センター（※）[12]

B級1,000 mおよびC級2,000 m公認。浜寺水道のうち、浜寺大橋より高石漁港に至る2,000ｍをコースとしている。愛称として「Marisマリンスポーツパーク・浜寺」が付与されている。2020年に開催予定の令和2年度全国高等学校総合体育大会ではボート競技の会場となる予定だったが、中止。

## 主な催事
- KIX泉州国際マラソン：1994年から毎年2月第3日曜日開催のフルマラソン大会。スタート地点は浜寺公園であるが、ゴール地点は泉佐野市のりんくうタウン。
- 浜寺ローズカーニバル：地域振興、公園利用促進を目的として、1978年より毎年5月に開催されている。中央噴水広場・ばら庭園付近で実施。ステージイベントや多数の露店出店などで毎年多くの人が集まり大盛況となっていた。新型コロナウイルスの感染症大流行発生により2020年～2022年は中止が続いていたが2023年より再開された。
  - 2012年5月20日に制定されたマスコットキャラクターは、薔薇から生まれた妖精をモチーフにつくられた「浜寺ローズちゃん」である。ゆるキャラグランプリ2012の人気投票では、参加865体中、864位のブービー賞であった[13]。
- 高石シーサイドフェスティバル：公園南部で毎年6月に開催される。露店やステージイベントの他、夜には花火も打ち上げられる。特に花火の人出が多く会場付近は密集状態になるほどの人混みとなる。2020年～2022年は新型コロナウイルス感染拡大により中止していたが2023年に再開された。
- 交通安全ファミリーフェスティバル：毎年9月23日頃に開催される交通安全をテーマにしたイベント。ローズカーニバル同様中央噴水広場・ばら庭園付近で実施される。交通安全の他、飲食ブースや物販、ステージイベントなど数多くの催しがありローズカーニバルやシーサイドフェスティバル同様多くの人で賑わう。2020年～2022年は新型コロナウイルス感染拡大により中止していたが2023年に再開された。
- 盆栽展
- 植木市

## 字名について
この公園は、堺市と高石市にまたがっており、堺市内の部分は「浜寺公園町」であるが、高石市内の部分は「羽衣公園丁」（はごろもこうえんちょう）という地名がついている。

## 周辺
- 浜寺水路
- 泉北臨海緑地
- 阪神工業地帯
- 堺泉北臨海工業地帯
- 紀州街道
- 阪神高速道路4号湾岸線 浜寺出入口（天保山方面）・高石出入口（りんくうジャンクション方面）
- 府道29号大阪臨海線
- 府道204号堺阪南線

### 近隣の主な都市公園
- 大浜公園（堺市堺区）
- 住之江公園（大阪市住之江区）
- 住吉公園（大阪市住之江区）
- 長居公園（大阪市東住吉区）
- 大泉緑地（堺市北区）